# Станція Ташлик
Станція Ташли́к (колишні назви — Андріївка, до 1958 року — Патрине, до 2024 року — Первомайськ) — село в Україні, у Злинській сільській громаді Новоукраїнського району Кіровоградської області. Населення становить 323 особи. Орган місцевого самоврядування — Злинська сільська рада.

## Назва
19 вересня 2024 року Верховна Рада підтримала перейменування села Первомайськ на Станція Ташлик. 26 вересня 2024 року перейменування набуло чинності.

## Населення
Згідно з переписом УРСР 1989 року чисельність наявного населення села становила 373 особи, з яких 164 чоловіки та 209 жінок.
За переписом населення України 2001 року в селі мешкали 323 особи.

### Мова
Розподіл населення за рідною мовою за даними перепису 2001 року:
| Мова       | Відсоток |
| ---------- | -------- |
| українська | 95,36 %  |
| російська  | 2,17 %   |
| білоруська | 1,55 %   |
| молдовська | 0,93 %   |